# Neaua
Neaua là một xã thuộc hạt Mureș, România. Dân số thời điểm năm 2002 là 1545 người.